# John Wesley Shipp
John Wesley Shipp (Norfolk, Virginia, 22 de enero de 1955) es un actor estadounidense conocido por sus interpretaciones en diversas soap opera y series de televisión, entre las cuales destaca su trabajo en "the Flash" y As the World Turns, también es famoso por su labor como Barry Allen en la serie de 1990, The Flash y posteriormente su papel como Henry Allen en la serie The Flash de 2014, también es conocido por interpretar a Mitch Leery en Dawson's Creek.

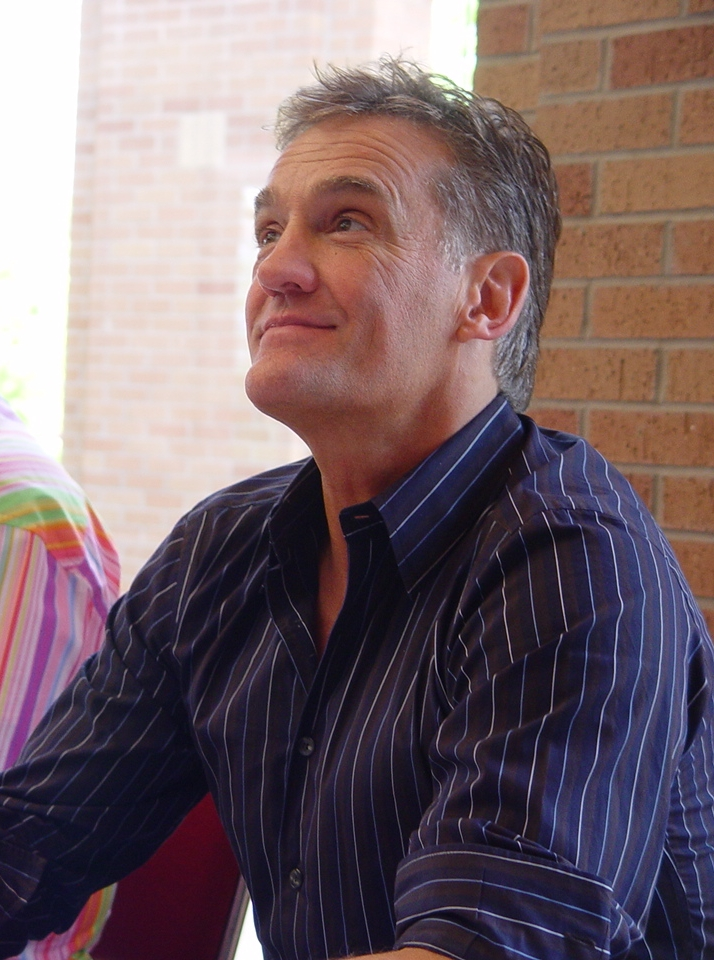
John Wesley Shipp en la Comic Con de Dallas de 2006.

## Filmografía

### Películas
| Año  | Título                                      | Rol                              | Notas         |
| ---- | ------------------------------------------- | -------------------------------- | ------------- |
| 1980 | The Dirtiest Show in Town                   |                                  | Telefilme     |
| 1984 | Summer Fantasy                              | Callahan                         | Telefilme     |
| 1990 | The Never Ending Story II: The Next Chapter | Barney, el padre de Bastián      |               |
| 1991 | Baby of the Bride                           | Dennis                           | Telefilme     |
| 1991 | Danger Team                                 | Spec                             | Voz           |
| 1994 | Golden Gate                                 | Kenny Scanlon                    | Telefilme     |
| 1994 | Green Dolphin Beat                          | Terry Lattner                    | Telefilme     |
| 1994 | Soft Deceit                                 | John Hobart                      |               |
| 1996 | Deadly Web (Telaraña mortal)                | Dr. Stanton                      | Telefilme     |
| 1997 | Lost Treasure of Dos Santos                 | Jack                             | Telefilme     |
| 1999 | Road Rage                                   | Jim Carson                       | Telefilme     |
| 2002 | Second to Die                               | Jim Bratchett                    |               |
| 2005 | Starcrossed                                 | Lane, el padre                   | Cortometraje  |
| 2007 | Christie's Revenge                          | Tío Ray Colton                   | Telefilme     |
| 2008 | Karma Police                                | Barrington Freeman               |               |
| 2009 | Port City                                   | George                           |               |
| 2009 | Grotesque                                   | Padre Fahey                      | Cortometraje  |
| 2010 | Separation Anxiety                          | Sr. Palmer                       |               |
| 2012 | Hell and Mr. Fudge                          | Bennie Lee Fudge                 |               |
| 2014 | Sensory Perception                          | Teniente Thawne                  |               |
| 2014 | The Sector                                  | Stillwell                        | Posproducción |
| 2014 | Golden Shoes                                | Presidente de los Estados Unidos | Posproducción |

### Series
| Año         | Título                                 | Rol                                       | Notas                                               |
| ----------- | -------------------------------------- | ----------------------------------------- | --------------------------------------------------- |
| 1981 — 1984 | Guiding Light                          | Kelly Nelson                              | Personaje recurrente                                |
| 1983        | Fantasy Island                         | Todd Skylar                               | Temporada 6, episodio 11                            |
| 1985 — 1986 | As the World Turns                     | Doug Cummings                             | Personaje recurrente                                |
| 1987        | Santa Barbara                          | Martin Ellis                              | Personaje invitado                                  |
| 1989        | One Life to Live                       | Blanchard Lovelace                        | Personaje secundario                                |
| 1990 — 1991 | The Flash                              | Barry Allen/Flash                         | Personaje principal                                 |
| 1992        | All My Children                        | Carter Jones                              | Episodio correspondiente al 20 de julio             |
| 1992        | Human Target (En el punto de mira)     | Garner St. John                           | Temporada 1, episodio 3                             |
| 1994        | NYPD Blue (Policías de Nueva York)     | oficial Roy Larson                        | Temporada 1, episodios 14 y 15                      |
| 1994 — 1995 | Sisters                                | Lucky Williams                            | Personaje recurrente                                |
| 1995        | JAG                                    | Gunnery Sergeant Granger                  | Temporada 1, episodio 7                             |
| 1996        | Strangers                              | Jack                                      | Temporada 1, episodio 8                             |
| 1997        | Soldier of Fortune, Inc.               | Griffin                                   | Temporada 1, episodio 5                             |
| 1998 — 2001 | Dawson's Creek                         | Mitch Leery                               | Elenco principal, recurrente en la quinta temporada |
| 2001        | The Outer Limits (Más allá del límite) | entrenador Peter Shotwell                 | Temporada 7, episodio 18                            |
| 2004        | JAG                                    | coronel Marcus Sutter                     | Temporada 9, episodio 18                            |
| 2005        | Palmetto Pointe                        | Michael Jones                             | Personaje recurrente                                |
| 2006        | CSI: Nueva York                        | Patrick Quinn                             | Temporada 3, episodio 10                            |
| 2007        | The Closer                             | Chris Conroy                              | Temporada 3, episodio 10                            |
| 2010        | Batman: The Brave and the Bold         | Eobard Thawne/Profesor Zoom               | Temporada 2, episodio 15 (voz)                      |
| 2010 — 2012 | One Life to Live                       | Eddie Ford                                | Personaje recurrente                                |
| 2011        | Drop Dead Diva                         | Doug Bailey                               | Temporada 3, episodio 8                             |
| 2012 — 2013 | Teen Wolf                              | Sr. Lahey                                 | Personaje secundario                                |
| 2014 — 2021 | The Flash                              | Henry Allen/Jay Garrick/Barry Allen/Flash | Personaje recurrente                                |
| 2016        | Blindspot                              | Dr. Katz                                  | Personaje secundario                                |
| 2018        | Arrow                                  | Barry Allen/Flash                         | Temporada 7, episodio 9                             |
| 2021        | Stargirl                               | Jay Garrick / Flash                       |                                                     |